# Justin Henry
Justin Henry (Rye, Nueva York, 25 de mayo de 1973) es un actor y director estadounidense. Como niño actor, participó en Kramer vs. Kramer (1979), como el hijo de Ted (Dustin Hoffman) y Joanna Kramer (Meryl Streep). En ese tiempo no tenía experiencia en actuación, pero fue nominado como mejor actor de reparto en los Óscar de 1979. Estableció un récord al ser el actor más joven (8 años) en ser nominado para ese premio. También actuó junto a Molly Ringwald en Sixteen Candles.
Dejó de actuar por un tiempo, para seguir sus estudios en la escuela Skidmore. Luego, dirigió algunos filmes independientes y actuó en la película Andersonville.

## Actuaciones
| Año  | Título            | Personaje     |
| 1979 | Kramer vs. Kramer | Billy Kramer  |
| 1984 | Sixteen Candles   | Mike Baker    |
| 1996 | Andersonville     | Tyce          |
| 2004 | Lost              | Chester Gould |

## Premios y reconocimientos
Premios Óscar
| Año  | Categoría                       | Trabajo nominado     | Resultado |
| ---- | ------------------------------- | -------------------- | --------- |
| 1980 | Oscar al mejor actor de reparto | Kramer contra Kramer | Nominado  |

Globos de Oro
| Año  | Categoría                              | Trabajo nominado     | Resultado |
| ---- | -------------------------------------- | -------------------- | --------- |
| 1979 | Globo de Oro al mejor actor de reparto | Kramer contra Kramer | Nominado  |